# ریکو ناکایاما
ریکو ناکایاما (انگلیسی: Riku Nakayama؛ زادهٔ ۲۲ ژانویهٔ ۲۰۰۱) بازیکن فوتبال اهل ژاپن است.